# LXXIII. Armeekorps
LXXIII. Armeekorps var en tysk armékår under andra världskriget. Kåren sattes upp den 25 november 1944.

## Befälhavare
Kårens befälhavare:
- General der Infanterie Anton Dostler  25 november 1944–7 maj 1945

Stabschef:
- Oberst Günther Gericke  25 november 1944–10 januari 1945
- Oberstleutnant Josef Weber   10 januari 1945–1 maj 1945